# 운비셉튬
운비셉튬(Unbiseptium)은 미발견된 원소의 임시 이름으로 원소 기호는 Ubs, 원자 번호는 127번이다. 운비셉튬은 초악티늄족에 속할 것으로 예측하고 있다. 1978년 독일 GSI에서 범용 선형가속기(UNILAC)를 사용하여 합성을 시도하였으나 실패하였다.
{\displaystyle \,_{73}^{181}\mathrm {Ta} +\,_{54}^{136}\mathrm {Xe} \to \,_{127}^{317}\mathrm {Ubs} ^{*}\to \ no\ atoms}

## 같이 보기
- 체계적 원소 이름